# Chiesa di Santa Maria degli Angeli (Licodia Eubea)
La chiesa parrocchiale di Santa Maria degli Angeli è una chiesa dei frati minori cappuccini, con annesso convento, sita a Licodia Eubea in piazza Margherita, nell'antico quartiere "Ariceddi" e facente parte della diocesi di Caltagirone e della provincia religiosa cappuccina di Siracusa.

## Storia

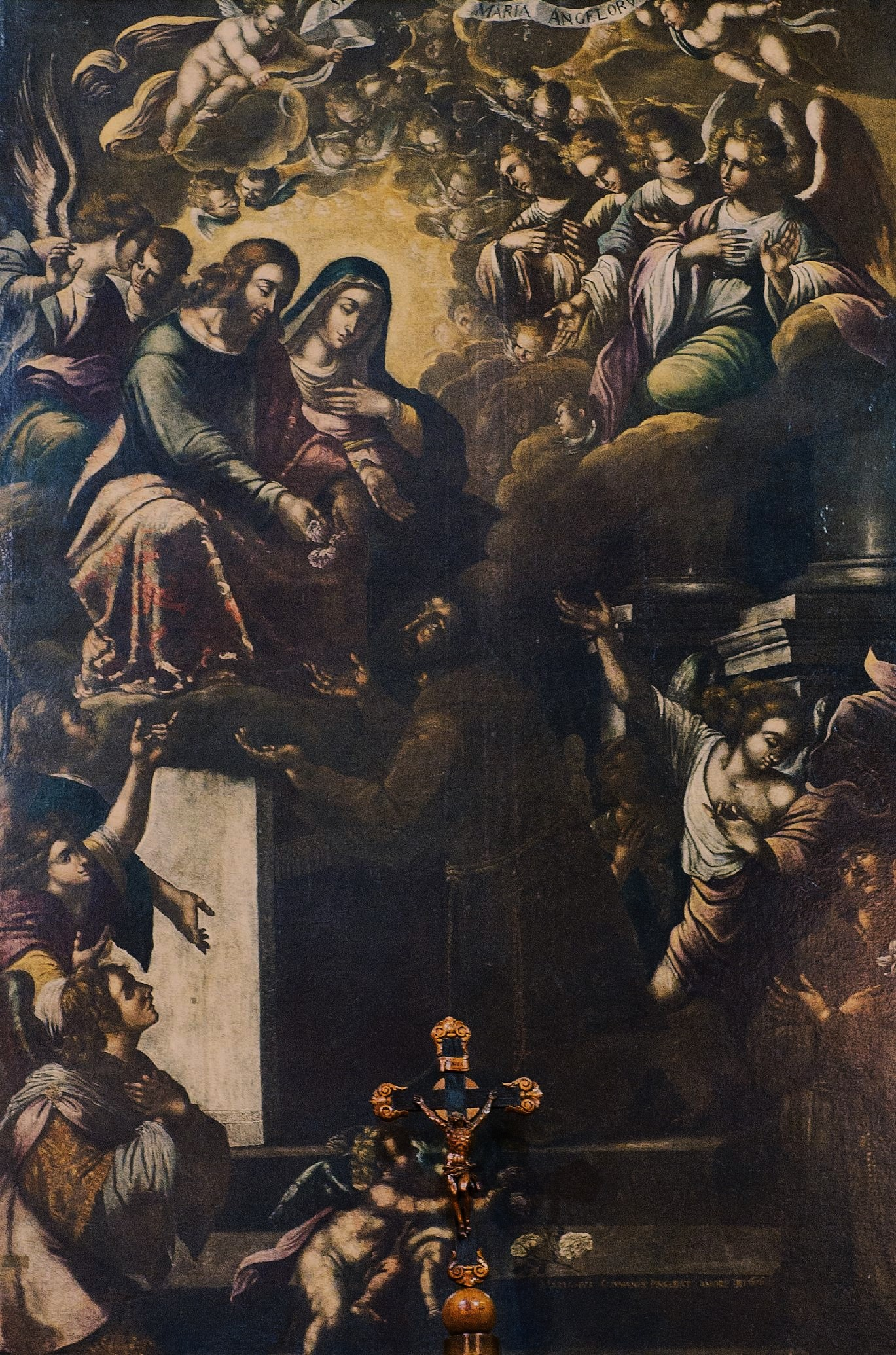
La pala d'altare del Perdono di Assisi, opera di Mariano Cusmano

La chiesa e il convento dei Cappuccini sono siti nell'antico quartiere di Licodia denominato Ariceddi. Al tempo della fondazione del convento, avvenuta nel 1568 e fortemente sostenuta da Don Francesco Santapau, Marchese di Licodia e secondo Principe di Butera, questo sito risultava fuori dal centro urbano di Licodia, che si sviluppava per lo più attorno al Castello Santapau, sebbene già tendeva a raggiungere le aree in cui erano le strutture di alcuni dei conventi della città. La costruzione del convento e dell'annessa chiesa erano già state completate nel 1570, quando già una primitiva famiglia di frati abitò l'edificio claustrale.
La chiesa annessa, sotto il titolo di Santa Maria degli Angeli, risultava inizialmente di ridotte dimensioni, presentando l'accesso principale, secondo alcune notizie riportate dallo storico Padre Carmelo La Mendola, principale rivolto verso il Castello Santapau, a mezzogiorno.
La struttura, in seguito al terribile terremoto del Val Di Noto del 1693, subì notevoli danni. Rimase in piedi una sola ala del convento, ove ancora oggi sono visibili le cinquecentesche celle e la sala della biblioteca.
Il convento continuò comunque a svolgere normali funzioni così come anche la chiesa. Già nei primi decenni del XVIII secolo, la struttura era stata per gran parte restaurata come testimonia il piccolo portico del chiostro, in pietra intagliata, che riporta la data del 1722. Sempre nel chiostro, su di una apertura terragna posta su una delle pareti resistite al terremoto, è ben visibile uno stemma gentilizio con le insegne araldiche dei Santapau, in pietra scolpita.

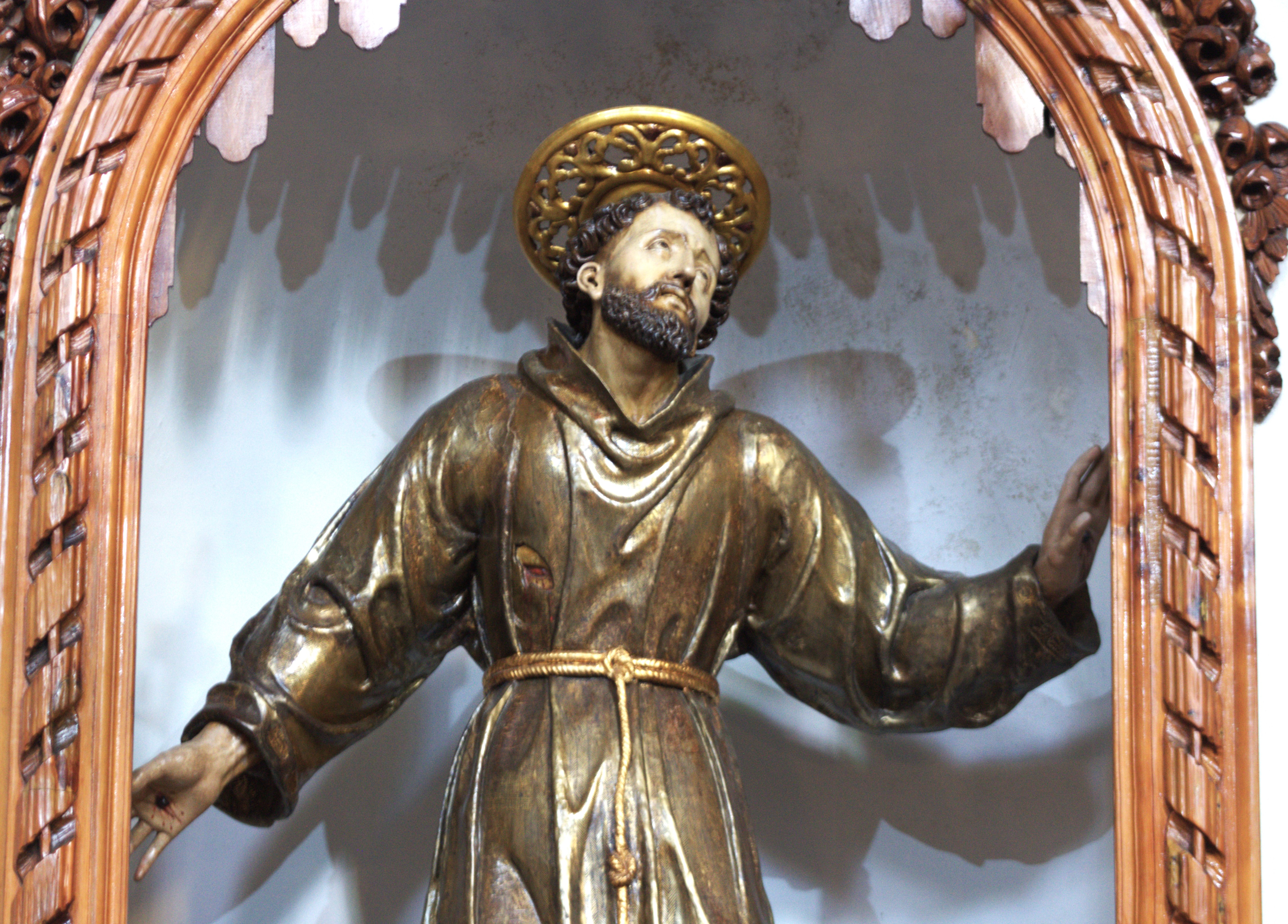
Ignoto scultore, San Francesco d'Assisi, Licodia Eubea, chiesa dei Cappuccini

Grazie alle elargizione del Barone Don Angelo Aliotta alla fine del '700 la chiesa venne notevolmente ampliata, presentando il nuovo accesso principale rivolto verso l'attuale piazza Margherita. Nel 1797 i lavori di ampliamento vennero ultimati grazie alle elargizioni del barone Angelo Aliotta, sindaco apostolico dei frati Cappuccini di Licodia.

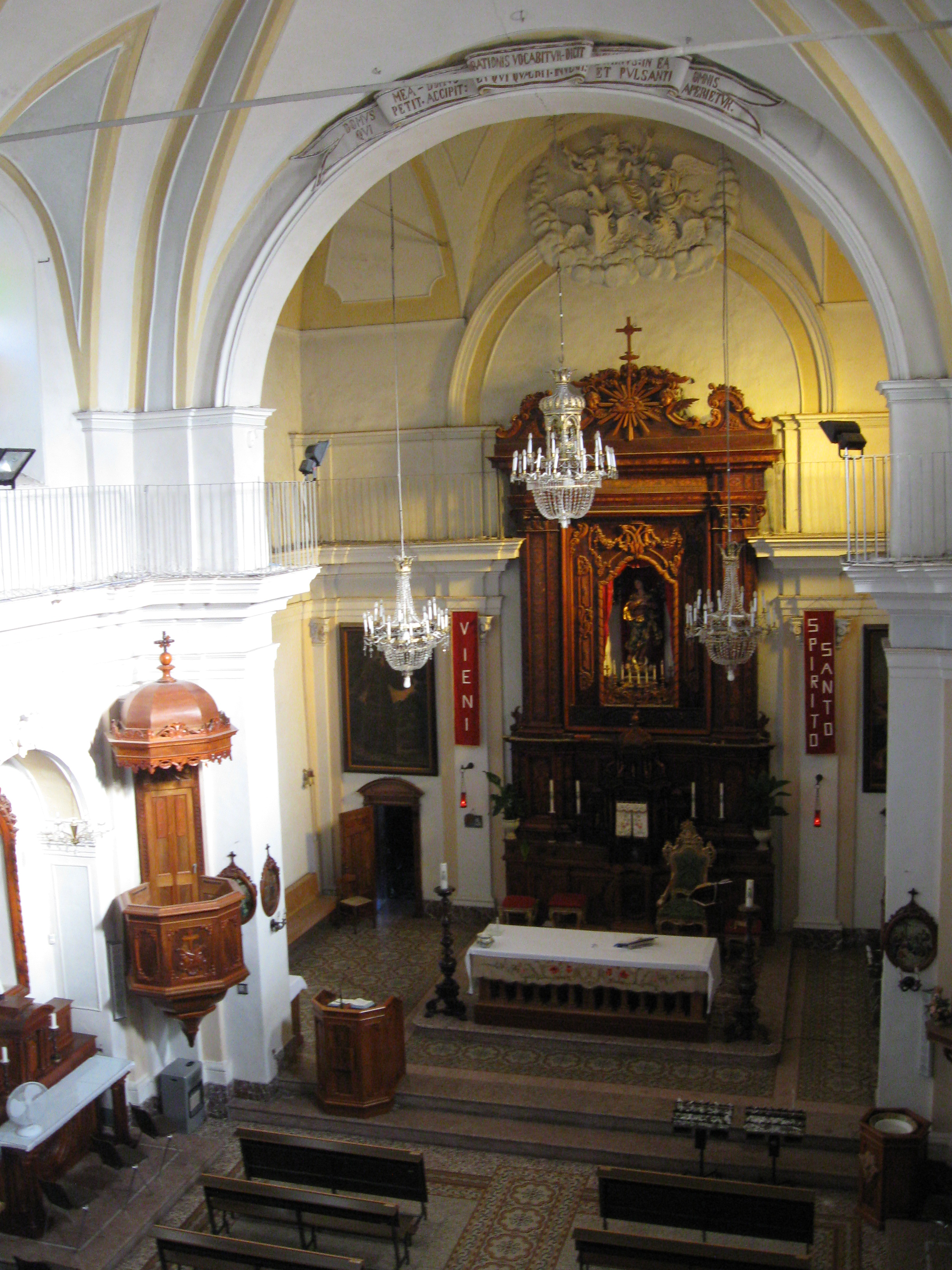
Particolare dell'interno della chiesa dei Cappuccini, Licodia Eubea

Il convento venne requisito successivamente alla soppressione degli ordini religiosi ed alle leggi per la liquidazione dell'asse ecclesiastico (1866-67) per poi essere riacquistato dal alcuni frati nel 1884. I frati vi fecero ritorno in quell'anno grazie soprattutto all'opera dei cappuccini licodiani Salvatore Scollo, Carmelo Scollo e Gesualdo Scacco, fautori della nascita di moltissime vocazioni tra i giovani del paese. I frati restaurarono la struttura successivamente al loro ritorno conducendo ancora nel corso del XX secolo importanti lavori di modifica e di accrescimento delle fabbriche. Negli anni '30 del 1900 venne ultimata una nuova ala del convento e, nel corso dei primi decenni del XX secolo, vennero realizzate altre opere architettoniche, come l'ampia terrazza che si affaccia sul terreno destinato alla coltivazione, comunemente detto "sirba", annesso all'edificio.
La chiesa muta ancora aspetto nel corso del XX secolo divenendo oggetto di alcuni lavori di ripavimentazione e di consolidamento condotti durante la guardiania di Padre Angelo Giarrusso da Licodia (1875-1951).
Negli anni successivi, fu nuovamente ripavimentata e gli altari laterali sostituiti con quelli lignei che oggi si conoscono, opera degli ebanisti palazzolesi Costa. Nel corso di quegli anni vennero commissionate diverse opere ai Costa, fra cui il nuovo pulpito e la balaustrata dell'altare maggiore. Presso Ortisei vennero fatti eseguire alcuni dei simulacri lignei che si trovano sugli altari laterali da cui vennero rimosse le pale d'altare oggi poste lungo alcune pareti dell'edificio di culto. 
La struttura del convento venne ampliata nel corso del '900 e dotata di una nuova ala fiancheggiante la chiesa. Una importante operazione, sostenuta dal padre cappuccino licodiano Francesco Lo Bartolo, fu quella che portò alla costruzione di una ampia terrazza rivolta a sud che svolge anche la funzione di sostegno all'intera struttura del convento. Grazie al padre Lo Bartolo fu anche edificata la cappella cimiteriale, all'interno del locale cimitero cittadino, che oggi accoglie le spoglie dei frati licodiani defunti tra '800 e '900, fra cui i religiosi che fecero rifiorire le vocazioni cappuccine in paese dopo la soppressione del 1866-67. 
Nel 1963 la chiesa venne elevata a parrocchia diventando così la terza parrocchia di Licodia insieme alla Chiesa Madre e alla chiesa di Santa Lucia, quest'ultima divenuta parrocchia negli anni '40 del XX secolo grazie all'opera del cappuccino Padre Giuseppe D'Angelo, al tempo Padre Provinciale dei Cappuccini di Siracusa. 
La neo-parrocchia assunse così l'antico titolo di Santa Maria degli Angeli, con cui il tempio da sempre era stato chiamato, su suggerimento del frate cappuccino licodiano padre Leonardo Vincenzo Ciavola (1920 -1999).

## Descrizione
La chiesa si presenta ad una sola navata su cui si aprono sei altari laterali. L'area presbiterale, particolarmente ampia, è connotata dall'antica ancona lignea opera di ebanisti cappuccini. Il bel ciborio, in perfetto stile cappuccino, risulta particolarmente pregevole, opera ascrivile al XVII secolo.  Sull'altare maggiore campeggia la grande pala d'altare raffigurante il Perdono di Assisi, opera firmata dal pittore licodiano Mariano Cusmano. Si conserva in questa chiesa anche un'altra opera, a lui attribuita, raffigurante l'Adorazione dei Magi.

Un apposito sistema meccanico permette di nascondere il quadro dell'altare maggiore e di rendere visibile una nicchia, presente sul retro, un tempo destinata alla pubblica esposizione, nel corso delle relative festività, delle effigi venerate all'interno della chiesa. Oggi la nicchia è adoperata prevalentemente per esporre il simulacro ligneo dell'Immacolata, oggetto di particolare devozione tra il popolo di Licodia. Si solennizza la festa dell'Assunta, con festa esterna, il 15 agosto. 

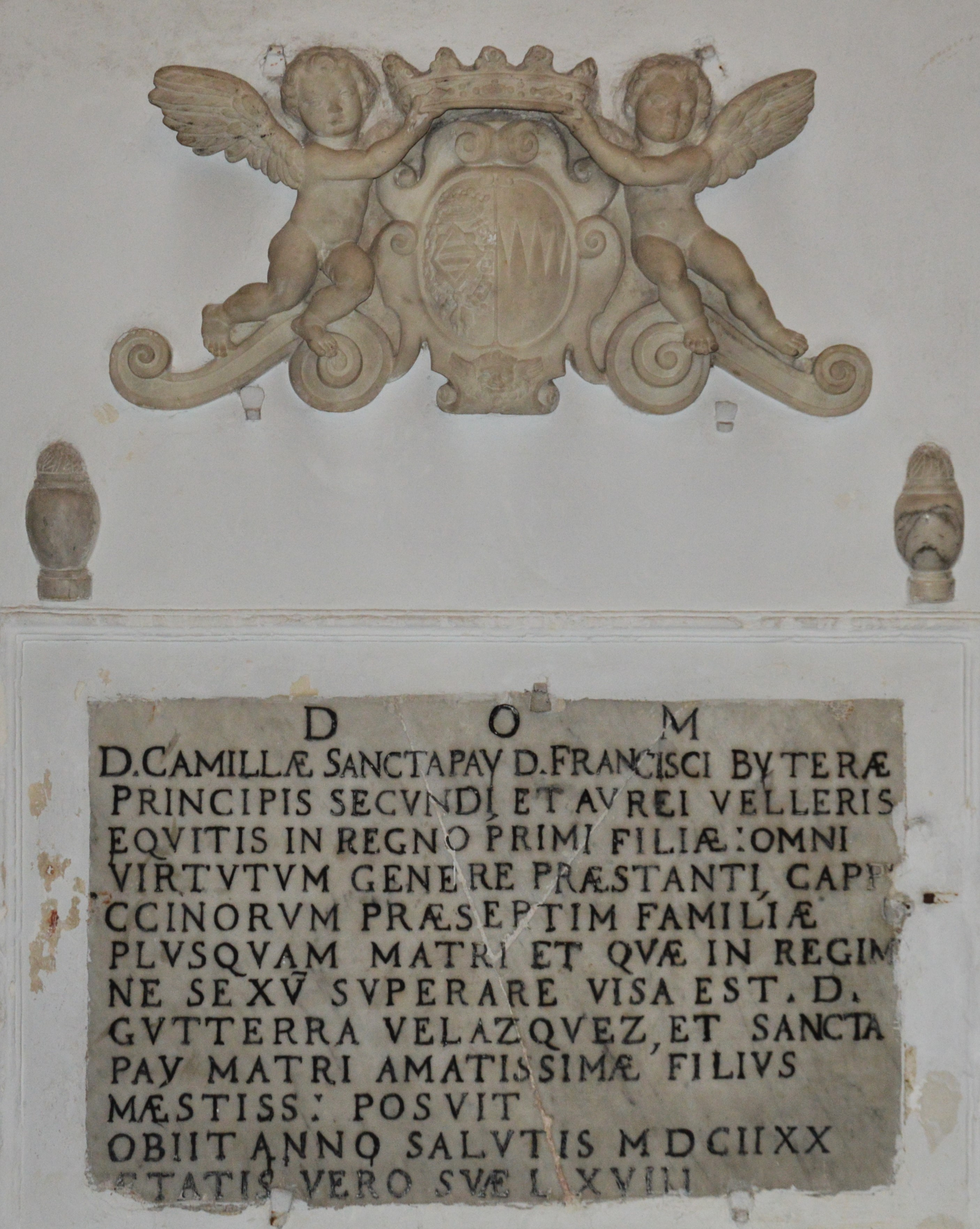
Sepolcro di Donna Camilla Santapau

Anticamente era presente in questa chiesa una Confraternita dedicata alla Vergine Immacolata, fondata nei primi anni del XIX secolo. In quegli anni venne fatto costruire un imponente fercolo ligneo indorato, oggi perduto, usato per la processione del 15 di agosto, opera dell'ebanista licodiano Angelo Giarrusso. 
Di notevole pregio la statua lignea di San Francesco d'Assisi che riceve le stigmate, opera databile al XVII secolo, probabilmente frutto del lavoro di un artista dell'area napoletana.
La chiesa ospita le rimanenze dei sepolcri di alcuni componenti della nobile casata dei Santapau e Ruffo, benefattori dei Cappuccini e signori di Licodia.
È qui sepolta anche Donna Camilla Santapau, figlia di Francesco, grande benefattrice dei frati. 
A testimonianza del forte legame della nobile famiglia con l'ordine dei Cappuccini, in questa chiesa i marchesi detenevano il diritto di sepoltura. Buona parte dei componenti della famiglia, nel corso del XVII secolo, vennero qui sepolti.
Tra le lapidi sopravvissute, oltre a quella di Donna Camilla, vi è l'epigrafe funebre di Don Muzio Ruffo di Napoli, secondo marito di Camilla, e del Sacerdote Giuseppe Ruffo, figlio di Muzio e Camilla. Anche un altro dei figli di Camilla Santapau, avuto dal primo matrimonio con Pietro Velasquez, Don Gutterra Velasquez e Santapau, primo principe di Palazzolo, venne qui sepolto. Del nobiluomo si conserva ancora oggi in convento un ritratto pittorico a mezza figura. 
Sulla controfacciata della chiesa è il coro rialzato che si affaccia sulla navata. Diverse le opere pittoriche presenti all'interno dell'edificio chiesastico. Si ricordano in particolare le pale d'altare di San Felice da Cantalice, opera settecentesca di Antonino Manoli, la Stigmatizzazione di San Francesco d'Assisi, attribuita al Cusmano, e un Compianto su Cristo morto, opera novecentesca commissionata a Domenico Provenzani durante la guardiania di Padre Angelo Giarrusso da Licodia.

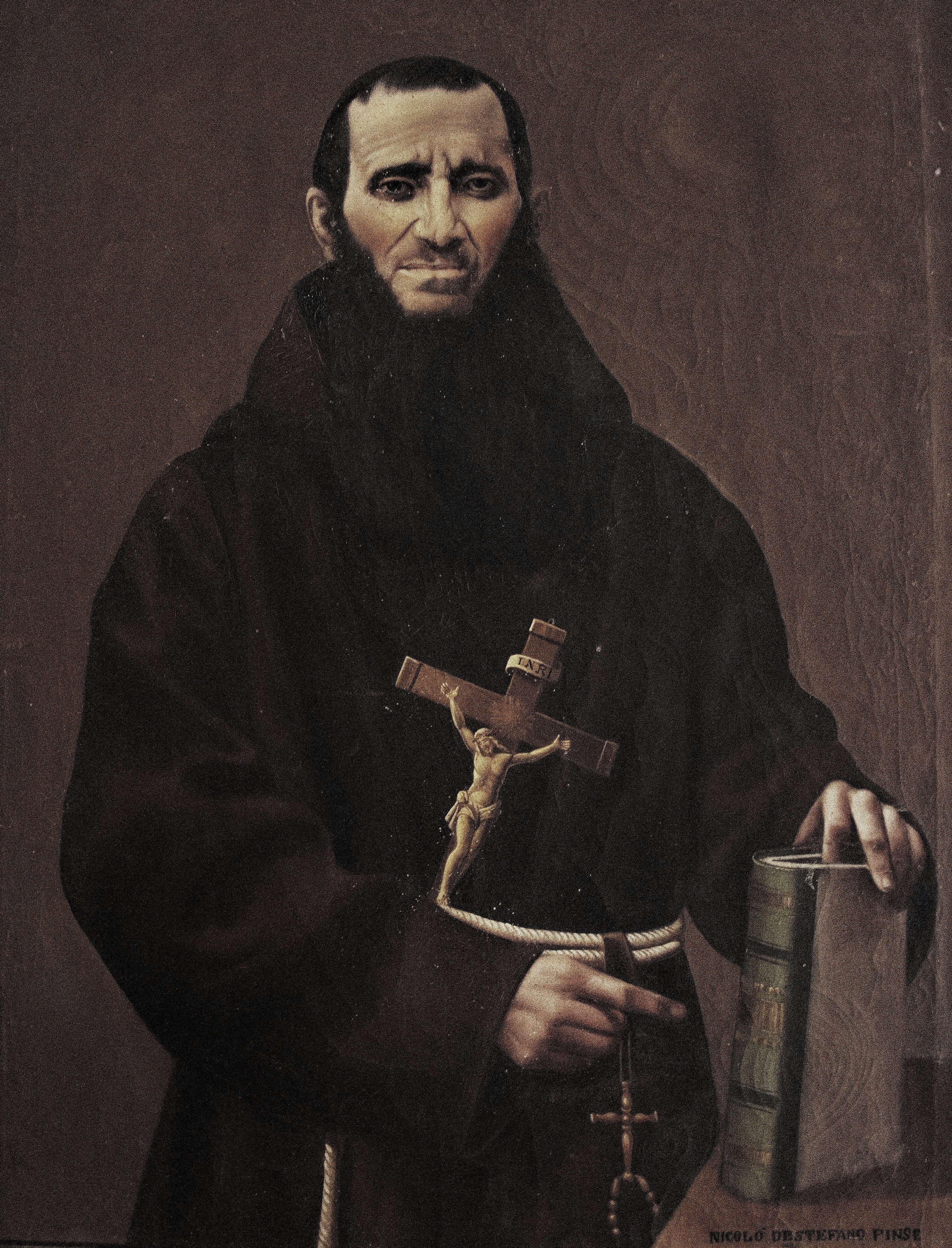
Padre Salvatore Scollo da Licodia

## Frati cappuccini illustri del convento di Licodia

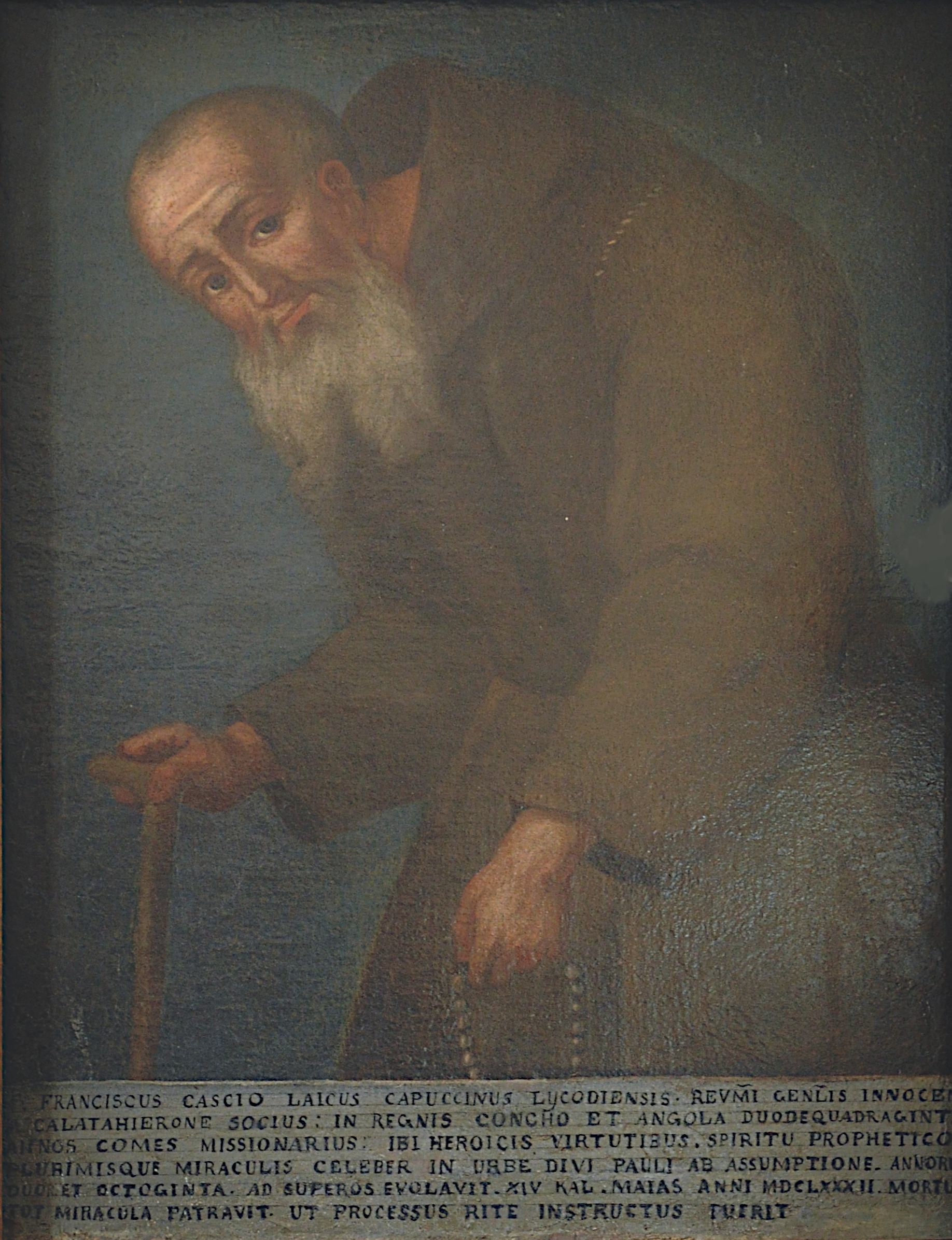
Ritratto del Servo di Dio frate Francesco Cascio

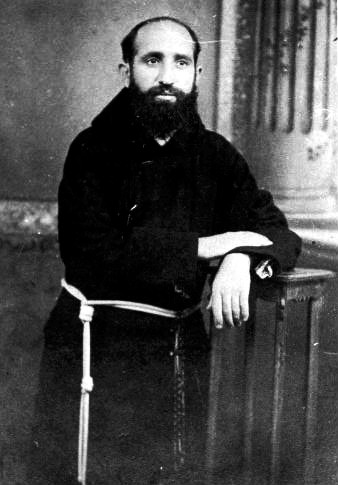
Ritratto fotografico di Padre Vincenzo Trombino da Licodia

Durante la secolare presenza dei Padri Cappuccini a Licodia, molti giovani del paese hanno abbracciato l'ideale di vita francescano in seno a questo ordine.
Tantissime le vocazioni illustri che ha visto nascere e crescere il convento di Licodia. Se ne ricordano di seguito alcune tra le più importanti. Degno di nota è sicuramente il Servo di Dio Frate Francesco Cascio da Licodia (1600 - 1682), missionario per quasi quaranta anni a Luanda, e compagno di viaggio del Servo di Dio Padre Innocenzo Marcinò da Caltagirone.
La sua fama di santità portò le autorità religiose, subito dopo la sua morte, ad aprire un processo canonico per raccogliere testimonianze inerenti alla sua prodigiosa vita, ma non andò a buon fine per ben due volte, a causa di alcune leggerezze che si verificarono al tempo.
Si ricorda anche la figura dello storico del convento, il Padre Carmelo La Mendola da Licodia (1874 - 1954), che raccolse, in due distinti manoscritti, la storia di Licodia e del convento dei Cappuccini. Grazie alla sua meticolosa opera sono oggi conosciuti molti aspetti storici della presenza cappuccina a Licodia. Padre Carmelo diede anche alle stampe due suoi scritti su Palazzolo Acreide.
Nel corso del XIX e del XX secolo, tante altre sono le personalità di frati di particolare prestigio, come Padre Salvatore Scollo da Licodia (1837-1898), definitore, che riaprì e restaurò il convento dopo le "leggi eversive" del 1866-67, Padre Giuseppe D'Angelo da Licodia (1881-1947), fondatore della rivista serafica "L'Araldo del Gran Re" e padre Provinciale dei Cappuccini di Siracusa, Padre Bernardino Scollo da Licodia (1869-1938), anch'egli padre Provinciale, e Padre Francesco Lo Bartolo da Licodia (1872 - 1945), dotto linguista e calendarista della Provincia.
Nel corso della seconda metà del '900 l'ordine dei Cappuccini ha continuato a raccogliere a Licodia diverse vocazioni. Di particolare importanza è quella del padre Rodolfo Coniglione da Licodia, (1938-1968), scomparso prematuramente, che negli anni '60 fu il più giovane frate cappuccino ad occupare la carica di Maestro dei Novizi.
Particolarmente interessante anche la figura del Padre Vincenzo Trombino da Licodia (1882-1947), per quanta anni missionario ad Itambacury (Brasile) e primo vicario e fondatore del Campo Agricolo di Conceicao do Serro nello stato di Minas Gerais.

## Feste
- 15 agosto: festa dell'Immacolata Concezione titolare della chiesa, che viene portata in processione per le vie cittadine.